# Selección de fútbol sub-20 de Noruega
La Selección de fútbol sub-20 de Noruega, conocida como la Selección juvenil de fútbol de Noruega, es el equipo que representa al país en la Copa Mundial de Fútbol Sub-20 y en la Eurocopa Sub-19, y es controlada por la Federación Noruega de Fútbol.
El equipo ha participado en 3 ediciones de la copa del mundo de la categoría donde no ha podido avanzar de la fase de grupos. Sin embargo, La selección de Noruega tiene el récord de haber anotado la máxima goleada en la historia de esta competición, luego de ganar 12 a 0 contra la selección de Honduras en la edición de 2019. Erling Braut Håland es el máximo goleador de su equipo con 9 anotaciones.

## Estadísticas

### Mundial Sub-20
| Copa Mundial de Fútbol Sub-20 | Copa Mundial de Fútbol Sub-20 | Copa Mundial de Fútbol Sub-20 | Copa Mundial de Fútbol Sub-20 | Copa Mundial de Fútbol Sub-20 | Copa Mundial de Fútbol Sub-20 | Copa Mundial de Fútbol Sub-20 | Copa Mundial de Fútbol Sub-20 | Copa Mundial de Fútbol Sub-20 |
| Año                           | Ronda                         | Posición                      | PJ                            | PG                            | PE*                           | PP                            | GF                            | GC                            |
| ----------------------------- | ----------------------------- | ----------------------------- | ----------------------------- | ----------------------------- | ----------------------------- | ----------------------------- | ----------------------------- | ----------------------------- |
| 1977                          | No clasificó                  | No clasificó                  | No clasificó                  | No clasificó                  | No clasificó                  | No clasificó                  | No clasificó                  | No clasificó                  |
| 1979                          | No clasificó                  | No clasificó                  | No clasificó                  | No clasificó                  | No clasificó                  | No clasificó                  | No clasificó                  | No clasificó                  |
| 1981                          | No clasificó                  | No clasificó                  | No clasificó                  | No clasificó                  | No clasificó                  | No clasificó                  | No clasificó                  | No clasificó                  |
| 1983                          | No clasificó                  | No clasificó                  | No clasificó                  | No clasificó                  | No clasificó                  | No clasificó                  | No clasificó                  | No clasificó                  |
| 1985                          | No clasificó                  | No clasificó                  | No clasificó                  | No clasificó                  | No clasificó                  | No clasificó                  | No clasificó                  | No clasificó                  |
| 1987                          | No clasificó                  | No clasificó                  | No clasificó                  | No clasificó                  | No clasificó                  | No clasificó                  | No clasificó                  | No clasificó                  |
| 1989                          | Fase de grupos                | 11.º                          | 3                             | 1                             | 0                             | 2                             | 4                             | 5                             |
| 1991                          | No clasificó                  | No clasificó                  | No clasificó                  | No clasificó                  | No clasificó                  | No clasificó                  | No clasificó                  | No clasificó                  |
| 1993                          | Fase de grupos                | 14.º                          | 3                             | 0                             | 1                             | 2                             | 0                             | 5                             |
| 1995                          | No clasificó                  | No clasificó                  | No clasificó                  | No clasificó                  | No clasificó                  | No clasificó                  | No clasificó                  | No clasificó                  |
| 1997                          | No clasificó                  | No clasificó                  | No clasificó                  | No clasificó                  | No clasificó                  | No clasificó                  | No clasificó                  | No clasificó                  |
| 1999                          | No clasificó                  | No clasificó                  | No clasificó                  | No clasificó                  | No clasificó                  | No clasificó                  | No clasificó                  | No clasificó                  |
| 2001                          | No clasificó                  | No clasificó                  | No clasificó                  | No clasificó                  | No clasificó                  | No clasificó                  | No clasificó                  | No clasificó                  |
| 2003                          | No clasificó                  | No clasificó                  | No clasificó                  | No clasificó                  | No clasificó                  | No clasificó                  | No clasificó                  | No clasificó                  |
| 2005                          | No clasificó                  | No clasificó                  | No clasificó                  | No clasificó                  | No clasificó                  | No clasificó                  | No clasificó                  | No clasificó                  |
| 2007                          | No clasificó                  | No clasificó                  | No clasificó                  | No clasificó                  | No clasificó                  | No clasificó                  | No clasificó                  | No clasificó                  |
| 2009                          | No clasificó                  | No clasificó                  | No clasificó                  | No clasificó                  | No clasificó                  | No clasificó                  | No clasificó                  | No clasificó                  |
| 2011                          | No clasificó                  | No clasificó                  | No clasificó                  | No clasificó                  | No clasificó                  | No clasificó                  | No clasificó                  | No clasificó                  |
| 2013                          | No clasificó                  | No clasificó                  | No clasificó                  | No clasificó                  | No clasificó                  | No clasificó                  | No clasificó                  | No clasificó                  |
| 2015                          | No clasificó                  | No clasificó                  | No clasificó                  | No clasificó                  | No clasificó                  | No clasificó                  | No clasificó                  | No clasificó                  |
| 2017                          | No clasificó                  | No clasificó                  | No clasificó                  | No clasificó                  | No clasificó                  | No clasificó                  | No clasificó                  | No clasificó                  |
| 2019                          | Fase de grupos                | 18.º                          | 3                             | 1                             | 0                             | 2                             | 13                            | 5                             |
| 2023                          | No clasificó                  | No clasificó                  | No clasificó                  | No clasificó                  | No clasificó                  | No clasificó                  | No clasificó                  | No clasificó                  |
| 2025                          | Clasificado                   | Clasificado                   | Clasificado                   | Clasificado                   | Clasificado                   | Clasificado                   | Clasificado                   | Clasificado                   |
| Total                         | 3/23                          | 54°                           | 9                             | 2                             | 1                             | 6                             | 17                            | 15                            |

### Eurocopa Sub-19
| Año   | Ronda          | J             | G             | E             | P             | GF            | GC            |           |
| ----- | -------------- | ------------- | ------------- | ------------- | ------------- | ------------- | ------------- | --------- |
| 2002  | Fase de grupos | 3             | 0             | 0             | 3             | 1             | 9             |           |
| 2003  | Fase de grupos | 3             | 1             | 1             | 1             | 4             | 4             |           |
| 2004  | No clasificó   | No clasificó  | No clasificó  | No clasificó  | No clasificó  | No clasificó  | No clasificó  |           |
| 2005  | Fase de grupos | 3             | 1             | 0             | 2             | 5             | 6             |           |
| 2006  | No clasificó   | No clasificó  | No clasificó  | No clasificó  | No clasificó  | No clasificó  | No clasificó  |           |
| 2007  | No clasificó   | No clasificó  | No clasificó  | No clasificó  | No clasificó  | No clasificó  | No clasificó  |           |
| 2008  | No clasificó   | No clasificó  | No clasificó  | No clasificó  | No clasificó  | No clasificó  | No clasificó  |           |
| 2009  | No clasificó   | No clasificó  | No clasificó  | No clasificó  | No clasificó  | No clasificó  | No clasificó  |           |
| 2010  | No clasificó   | No clasificó  | No clasificó  | No clasificó  | No clasificó  | No clasificó  | No clasificó  |           |
| 2011  | No clasificó   | No clasificó  | No clasificó  | No clasificó  | No clasificó  | No clasificó  | No clasificó  |           |
| 2012  | No clasificó   | No clasificó  | No clasificó  | No clasificó  | No clasificó  | No clasificó  | No clasificó  |           |
| 2013  | No clasificó   | No clasificó  | No clasificó  | No clasificó  | No clasificó  | No clasificó  | No clasificó  |           |
| 2014  | No clasificó   | No clasificó  | No clasificó  | No clasificó  | No clasificó  | No clasificó  | No clasificó  |           |
| 2015  | No clasificó   | No clasificó  | No clasificó  | No clasificó  | No clasificó  | No clasificó  | No clasificó  |           |
| 2016  | No clasificó   | No clasificó  | No clasificó  | No clasificó  | No clasificó  | No clasificó  | No clasificó  |           |
| 2017  | No clasificó   | No clasificó  | No clasificó  | No clasificó  | No clasificó  | No clasificó  | No clasificó  |           |
| 2018  | Fase de grupos | 3             | 1             | 1             | 1             | 5             | 6             |           |
| 2019  | Fase de grupos | 3             | 0             | 1             | 2             | 1             | 2             |           |
| 2020  | Cancelado      | Cancelado     | Cancelado     | Cancelado     | Cancelado     | Cancelado     | Cancelado     | Cancelado |
| 2021  | Cancelado      | Cancelado     | Cancelado     | Cancelado     | Cancelado     | Cancelado     | Cancelado     | Cancelado |
| 2022  | No clasificó   | No clasificó  | No clasificó  | No clasificó  | No clasificó  | No clasificó  | No clasificó  |           |
| 2023  | Semifinales    | 4             | 1             | 2             | 1             | 6             | 10            |           |
| 2024  | Fase de grupos | 3             | 1             | 1             | 1             | 3             | 2             |           |
| 2025  | Fase de grupos | 3             | 0             | 1             | 2             | 3             | 6             |           |
| 2026  | Por definirse  | Por definirse | Por definirse | Por definirse | Por definirse | Por definirse | Por definirse |           |
| Total | 8/22           | 26            | 6             | 7             | 13            | 31            | 45            |           |